# Пассендале
50°54′1″ пн. ш. 3°1′17″ сх. д. / 50.90028° пн. ш. 3.02139° сх. д.
Пассендале (нід. Passendale, МФА: [ˈpɑsə(n)ˌdaːlə]) — невеличке селище в Бельгії.
Пассендале відоме своїм сиром, кожен серпень в містечку проходить сирний фестиваль. Також в Пассендале варять особливий місцевий сорт пива.

## Історія

### Перша світова війна
У 1917 році тут відбулась одна з найжорстокіших битв Першої світової війни — Битва біля Пашендейле. Запеклі бої тривали три місяці, застосовувалися танки, отруйні гази, артилерія. Німці та англійці втратили близько 600 тисяч солдатів убитими й пораненими. В підсумку британським військам удалося просунутися вперед на 8 км і відбити у ворога село Пассендале.
Битва біля Пассендале стала синонімом кровопролитної бійні.